# Compagnie Eiffage du Viaduc de Millau
De Compagnie Eiffage du Viaduc de Millau (CEVM) is de concessiehouder voor het viaduct van Millau in het Franse departement Aveyron.
De brug gaat over de rivier de Tarn en is het enige stuk in de A75 waar tol voor betaald moet worden. De concessie loopt tot 31 december 2079.
Het bedrijf is geheel in handen van Eiffage.
ALIS · AREA · ASF · ATMB · CEVM · Cofiroute · Escota · Eurotunnel · Sanef · SAPN · SAPPR · SFTRF